# Carlos Bruchmann
Carlos Augusto Bruchmann (Santiago del Estero, 23 de octubre de 1890-desconocido) fue un médico clínico y político argentino. Se desempeñó como senador nacional por la provincia de Santiago del Estero entre 1932 y 1938, y como interventor federal de la provincia de Santa Fe de 1936 a 1937.

## Biografía
Nació en la ciudad de Santiago del Estero en 1890. Estudió en la Facultad de Medicina de la Universidad de Buenos Aires, especializándose en medicina clínica. Se recibió en 1918 con la tesis titulada Hematomas tuberosos subcoriales de la placenta.
Fue profesor de anatomía, fisiología e higiene en el Colegio Nacional de Santiago del Estero, donde también fue rector desde 1939. Se desempeñó como director general de Hospitales.
En 1931 fue elegido senador nacional por la provincia de Santiago del Estero (perteneciendo al Partido Radical Unificado), con mandato entre 1932 y 1938. Integró la comisión de Hacienda y fue vicepresidente provisional de la cámara.
El 23 de julio de 1935 presidió la sesión del Senado donde fue asesinado Enzo Bordabehere. En la misma, el senador por Santa Fe Lisandro de la Torre, denunciaba las consecuencias del pacto Roca-Runciman, firmado en 1933. Los ministros de Agricultura, Luis Duhau, y de Hacienda de la Nación, Federico Pinedo, se encontraban presentes para contestar los cargos. En un momento de confusión, Bordabehere (diputado nacional y senador electo) recibió tres disparos. Tras los hechos Bruchmann interrumpió la sesión.
En enero de 1936, el presidente Agustín Pedro Justo lo designó interventor de la provincia de Santa Fe, reemplazando al interventor Manuel Ramón Alvarado. Permaneció en el cargo hasta abril de 1937 cuando Manuel María de Iriondo asumió como gobernador tras celebrarse elecciones provinciales. Su gabinete estuvo conformado por Joaquín F. Rodríguez como ministro de Gobierno, Alfredo Labougle como ministro de Hacienda y Ricardo Foster como ministro de Instrucción Pública.
Fue presidente provisional del comité Santiago del Estero de la Cruz Roja Argentina.